# Fudbalski Klub Sarajevo 2014-2015
Questa voce raccoglie le informazioni riguardanti il Fudbalski Klub Sarajevo nelle competizioni ufficiali della stagione 2014-2015.

## Rosa
| N. |                                 | Ruolo | Calciatore                  |
| -- | ------------------------------- | ----- | --------------------------- |
| 1  | Bosnia ed Erzegovina (bandiera) | P     | Emir Plakalo                |
|    | Bosnia ed Erzegovina (bandiera) | P     | Matej Delač                 |
| 3  | Serbia (bandiera)               | D     | Radoš Protić                |
| 4  | Germania (bandiera)             | C     | Edin Rustemović             |
| 5  | Bosnia ed Erzegovina (bandiera) | D     | Mario Barić                 |
| 6  | Bosnia ed Erzegovina (bandiera) | D     | Adnan Kovačević             |
| 7  | Montenegro (bandiera)           | C     | Miloš Stojčev               |
| 8  | Bosnia ed Erzegovina (bandiera) | A     | Amer Bekić                  |
| 9  | Bosnia ed Erzegovina (bandiera) | A     | Ševko Okić                  |
| 10 | Bosnia ed Erzegovina (bandiera) | C     | Mehmed Alispahić            |
| 11 | Macedonia del Nord (bandiera)   | A     | Krste Velkoski              |
| 14 | Serbia (bandiera)               | D     | Ivan Tatomirović (capitano) |
| 15 | Bosnia ed Erzegovina (bandiera) | D     | Advan Kadušić               |
| 16 | Bosnia ed Erzegovina (bandiera) | D     | Marko Mihojević             |
| 17 | Bosnia ed Erzegovina (bandiera) | C     | Haris Duljević              |

| N. |                                 | Ruolo | Calciatore         |
| -- | ------------------------------- | ----- | ------------------ |
| 18 | Bosnia ed Erzegovina (bandiera) | C     | Dario Purić        |
| 19 | Bosnia ed Erzegovina (bandiera) | P     | Dejan Bandović     |
| 20 | Bosnia ed Erzegovina (bandiera) | C     | Nemanja Anđušić    |
| 21 | Croazia (bandiera)              | A     | Leon Benko         |
| 22 | Bosnia ed Erzegovina (bandiera) | A     | Amar Burović       |
| 23 | Bosnia ed Erzegovina (bandiera) | D     | Džemal Berberović  |
| 32 | Bosnia ed Erzegovina (bandiera) | P     | Senedin Oštraković |
| 55 | Siria (bandiera)                | D     | Ahmad Kallasi      |
| 59 | Bosnia ed Erzegovina (bandiera) | C     | Gojko Cimirot      |
| 69 | Bosnia ed Erzegovina (bandiera) | A     | Tarik Handžić      |
| 70 | Costa d'Avorio (bandiera)       | C     | Germain Kouadio    |
| 77 | Bosnia ed Erzegovina (bandiera) | D     | Bojan Puzigaća     |
| 88 | Bosnia ed Erzegovina (bandiera) | C     | Samir Radovac      |
| 97 | Bosnia ed Erzegovina (bandiera) | C     | Elvedin Herić      |
| 99 | Bosnia ed Erzegovina (bandiera) | A     | Nemanja Bilbija    |